# A Few Good Men
A Few Good Men (Cuestión de Honor, título en Hispanoamérica; Algunos hombres buenos, en España) es una película estadounidense de 1992 dirigida por Rob Reiner e interpretada por Tom Cruise, Jack Nicholson, Demi Moore, Kiefer Sutherland, Kevin Bacon y Kevin Pollak en los papeles principales. Está basada en la obra teatral homónima de Aaron Sorkin, el cual también escribió el guion de la película. 
Ha sido galardonada con seis premios cinematográficos estadounidenses y fue candidata a cuatro Premios Óscar: a la mejor película, al mejor actor de reparto (Jack Nicholson), al mejor sonido y al mejor montaje. Forma parte del AFI's 10 Top 10 en la categoría de "Películas judiciales".

## Sinopsis
En la base de Marines de Guantánamo, Cuba, el Soldado William T. Santiago es un marine. El teniente coronel Matthew Andrew Markinson (J.T. Walsh) aboga por el traslado de Santiago; sin embargo, el Comandante de la Base, el coronel Nathan R. Jessup (Jack Nicholson) ordena al comandante del pelotón de Santiago, el teniente John Kendrick (Kiefer Sutherland), que "entrene" a Santiago. Santiago muere poco después. Los marines Harold Dawson y Louden Downey son acusados de su asesinato y se enfrentan a un tribunal militar.
Si bien Santiago aparentemente fue asesinado en represalia por haber nombrado a Dawson en un tiroteo en la cerca de Cuba, la Marina de los Estados Unidos y la Abogacía General de la Marina de los Estados Unidos, investigadora y abogada Teniente comandante JoAnne Galloway (Demi Moore) sospecha que Dawson y Downey llevaron a cabo una orden de "código rojo": un violento castigo extrajudicial, considerado ilegal y es para golpear a un detenido. 
Galloway quiere defenderlos, pero el caso se le dan al teniente Daniel Allister Kaffee (Tom Cruise), un abogado inexperto con una inclinación por los acuerdos de culpabilidad y a Sam Weinberg (Kevin Pollak). A la abogada Galloway le molesta el enfoque indiferente del abogado Kaffee, y a Kaffee le molesta la interferencia de Galloway.
Kaffee y Galloway interrogan al coronel Jessup y a los demás en la bahía de Guantánamo. Al ser interrogado, Jessup afirma que Santiago estaba programado para ser transferido al día siguiente. Cuando Kaffee negocia un acuerdo con el fiscal de la División de Abogados del Juez del Cuerpo de Marines de los Estados Unidos, Jack Ross (Kevin Bacon), Dawson y Downey se niegan, pero Jack insiste en que el superior Kendrick les dio la orden de  "código rojo" y que nunca tuvieron la intención de que Santiago muriera, solamente querían golpearlo como castigo. 
Dawson cree que el joven abogado Kaffee es deshonroso por buscar un acuerdo con la fiscalía en lugar de defender sus acciones en el juicio. Kaffee tiene la intención de ser destituido como abogado porque cree que el juicio no tiene sentido. En la lectura de cargos, Kaffee inesperadamente cambia el plan, declara inocentes a los acusados. Le dice a Galloway que fue elegido para manejar el caso porque se esperaba que aceptara una declaración de culpabilidad y mantener así el asunto en silencio.
Markinson se encuentra con Kaffee en secreto y dice que el coronel Jessup nunca ordenó un traslado a Santiago. La defensa establece que a Dawson se le negó el ascenso por contrabando de alimentos, a un infante de marina que había sido sentenciado a ser privado de alimentos. Dawson está bien retratado y la defensa, a través de Downey, demuestra que antes se habían ordenado "códigos rojos". Pero durante el contrainterrogatorio, Downey dice que él no estaba presente cuando Dawson recibió la supuesta orden de  "código rojo". Markinson, avergonzado por no haber podido proteger a un infante de marina bajo su mando y violar el reglamento militar, se suicida antes de poder testificar en el juicio contra el coronel Jessup.
Sin el testimonio de Markinson contra el coronel Jessup, el joven abogado Kaffee cree que el caso se ha perdido. Regresa a casa en un estupor ebrio, lamentando haber peleado el caso en lugar de aceptar un trato con los defensores abogados militares del coronel Jessup. Galloway alienta a Kaffee a seguir adelante, llamar al coronel Jessup como testigo, a pesar del riesgo de ser llevado a un consejo de guerra por desafiar a un oficial de alto rango, poner en duda su declaración jurada anterior y presionarlo para que confiese su culpa, como la única alternativa para ganar el caso.
En la corte, el coronel Jessup está muy confiado por su declaración jurada anterior, se entretiene con mucha confianza bajo el interrogatorio de Kaffee, pero se pone nervioso cuando Kaffee lo presiona y señala una contradicción en su testimonio: el coronel Jessup dijo que sus marines nunca desobedecen las órdenes y que Santiago iba a ser transferido por su propia seguridad, y no había guardado la ropa, llamado a nadie antes del viaje porque ya estaba muerto. Kaffee pregunta por qué Santiago estaba en peligro si el coronel Jessup había ordenado a sus hombres que lo dejaran en paz y ellos siempre obedecen sus órdenes. 
Disgustado por la actitud de Kaffee, el coronel Jessup, que habría mentido bajo juramento en las investigaciones iniciales, al negar ordenar golpearlo como castigo, ensalza la importancia de los militares y la suya propia para la seguridad nacional. Kaffee lo presiona y pregunta si él ordenó golpearlo con el código rojo, finalmente, el coronel Jessup acepta y grita con desprecio, que efectivamente ordenó el "código rojo" contra Santiago, después de haberlo negado bajo juramento en la investigación inicial, considerado un delito muy grave y algo que afecta el honor de un comandante de una base en funciones. El coronel Jessup, dándose cuenta de su error, considera el interrogatorio ha terminado, intenta salir de la sala del tribunal pero es arrestado, la defensa del coronel Jessup se retira y recomienda juzgarlo, leen sus derechos y lo arrestan.
Dawson y Downey son absueltos de los cargos de asesinato y conspiración, pero son declarados culpables de "conducta impropia" y serán despedidos deshonrosamente de la Marina. Downey no entiende qué hicieron mal al haber obedecido la orden de aplicar el código rojo; Dawson dice que debieron defender a aquellos demasiado débiles para luchar por sí mismos, como Santiago. Kaffee le dice a Dawson que no necesita vestir un uniforme para tener honor. Dawson reconoce al abogado Kaffee como oficial y saluda. Kaffee y Ross intercambian felicitaciones por su trabajo, antes de que Ross parta para arrestar al oficial Kendrick en la base, y Kaffee observa el recinto ya consolidado como un abogado litigante.

## Reparto
- Tom Cruise - Teniente de Fragata del Cuerpo Jurídico de la Marina Daniel Allister Kaffee
- Jack Nicholson - Coronel del Cuerpo de Marines de los Estados Unidos (USMC), Comandante en jefe de las Fuerzas Terrestres del Cuerpo de Marines en Cuba, Nathan R. Jessup.
- Demi Moore - Capitán de Corbeta del Cuerpo Jurídico de la Marina JoAnne Galloway
- Kevin Bacon - Capitán USMC Jack Ross
- Kiefer Sutherland - Teniente USMC Jonathan Kendrick
- Kevin Pollak - Teniente de Navío del Cuerpo Jurídico de la Marina Sam Weinberg
- J. T. Walsh - Teniente Coronel USMC Matthew Andrew Markinson
- Cuba Gooding, Jr. - Cabo USMC Carl Hammaker
- James Marshall - Infante USMC Louden Downey
- Wolfgang Bodison - Cabo Primero USMC Harold W. Dawson
- J.A. Preston - Juez militar Coronel USMC Julius Alexander Randolph
- Matt Craven - Teniente USMC Dave Spradling
- Michael DeLorenzo - Infante USMC William T. Santiago
- Noah Wyle - Cabo USMC Jeffrey Barnes
- Xander Berkeley - Capitán USMC Whitaker
- Joshua Malina - Tom
- Christopher Guest - Capitán de Fragata y médico naval, doctor Stone
- Aaron Sorkin - Abogado en taberna
- John M. Jackson - Abogacía General de la Marina de los Estados Unidos, Capitán de Navío West

## Curiosidades
- La escena entre Jack Nicholson y Tom Cruise no fue escrita originalmente en el guion y al ver el diálogo de los personajes, se incluyó.
- En cuestión de escenografía se decidió usar una corte vacía para la filmación del juicio.
- Cerca de una máquina de escribir puede verse la novela "Misery", de Stephen King, cuya versión fílmica fue también dirigida por Rob Reiner en 1990
- El papel de Demi Moore fue originalmente escrito para un hombre y se consideró a Alec Baldwin. Para ese mismo papel hicieron audiciones Linda Hamilton y Helen Hunt.
- Jack Nicholson habló en su famoso monólogo en la corte como el coronel Jessep fuera de cámara algunas veces mientras Rob Reiner pudo filmar las reacciones de otros actores desde variados ángulos, aunque su monólogo fue filmado a lo último y, con acuerdo de Reiner, con toda la cámara para él.
- Wolfgang Bodison fue encontrado por Reiner para interpretar al Cabo Harold Dawson en un campamento scout después de que Reiner dijera que "encajaba dentro del tipo de un Marine"
- Los derechos de venta de la película se agotaron antes de su estreno.
- Se planeó un escena de amor entre Demi Moore y Tom Cruise pero no fue realizada porque la película no daba realmente para incluirla.
- La palabra "sir" (señor), fue usada 164 veces durante la película, una vez cada 50 segundos.
- Los cuerpos de Marina pertenecían a la Texas A&M University's Corps of Cadets Fish Drill Team.
- La marca registrada de Aaron Sorkin es mostrar a dos personajes caminando por un gimnasio con una cámara móvil, como se lo vio en "The American President "(1995), "Sports Night" (1998) y "The West Wing" (1999) originados en esta película.  La escena entre Kaffee y Ross originalmente fue escrita para una oficina, pero Rob Reiner, para crear más acción en la pantalla, sugirió la escena.
- Cameo: Aaron Sorkin, el escritor, aparece como un abogado en el bar conversando con una mujer sobre uno de sus casos. El escritor Aaron Sorkin tuvo la idea por su hermana, que en la vida real tuvo una experiencia similar en Guantánamo a la que le sucediera a Galloway, en un incidente en que la víctima fue injuriada por nueve soldados, pero no murió.
- Tom Cruise hace una improvisación no incluida en el guion donde imita a Jack Nicholson en una escena en la cual Demi Moore y Kevin Pollak sonríen.

## Recepción
La película fue un gran éxito de taquilla. También recibió críticas generalmente muy positivas.

## Premios
- Premio ASCAP 1994: a la mayor taquilla (Marc Shainman)
- Premio MTV 1993: a la mejor película
- Premio Chicago Film Critics Association 1992: al mejor actor secundario (Jack Nicholson).
- Premio National Board of Review of Motion Pictures 1992: al mejor actor secundario (Jack Nicholson).
- Premio People's Choice 1993: a la película dramática favorita.
- Premio Southeastern Film Critics Association 1993: al mejor actor secundario (Jack Nicholson).